# Teoremi di Pappo-Guldino
In matematica, i teoremi di Pappo-Guldino (o teoremi del centroide di Pappo) sono due teoremi collegati che permettono di calcolare la superficie (primo teorema) e il volume (secondo teorema) di solidi di rotazione, quando si conoscono le coordinate del baricentro.

## Primo teorema
L'area di una superficie di rotazione ottenuta ruotando una curva piana {\displaystyle \gamma } di un angolo {\displaystyle \alpha \in [0,2\pi ]} attorno a un asse a essa complanare ed esterno è pari a
{\displaystyle A=\alpha \,d\,l,}
dove {\displaystyle d} è la distanza del baricentro della curva dall'asse attorno a cui ruota e {\displaystyle l} è la lunghezza di {\displaystyle \gamma }.

## Secondo teorema
Il volume di un solido di rotazione {\displaystyle \Omega } ottenuto ruotando una figura piana {\displaystyle K} di un angolo {\displaystyle \alpha \in [0,2\pi ]} attorno a un asse a essa complanare ed esterno è pari a
{\displaystyle V=\alpha \,d\,A,}
dove {\displaystyle d} è la distanza del baricentro della figura piana dall'asse attorno a cui ruota e {\displaystyle A} è l'area di {\displaystyle K}.